# Oona Siren
Oona Siren, född den 23 februari 2001, är en finländsk fotbollsspelare.

## Biografi
Oona Siren inledde sin seniorkarriär i det finländska laget TIPS år 2017. 2022 värvades hon av KuPS för att 2024 kontrakteras av LSK Kvinner FK för att samma år värvas av West Ham United. Hon har även representerat det finländska damlandslaget där hon debuterade 2023.
Hennes tvillingsyster Emmi Siren spelar också fotboll.